# بينو ماجنوسون
بينو ماجنوسون (بالسويدية: Benno Magnusson)‏ هو لاعب كرة قدم سويدي في مركز الهجوم، ولد في 4 فبراير 1953 في كالمار في السويد. شارك مع منتخب السويد لكرة القدم. أما مع النوادي، فقد لعب مع أتفدابيرجس ونادي كالمار ونادي كايزرسلاوترن ونادي هرتا برلين.

## وصلات خارجية
- بينو ماجنوسون على موقع الاتحاد الدولي (مؤرشف)  (الإنجليزية)
- بينو ماجنوسون على موقع قاعدة بيانات كرة القدم.إي يو (الإنجليزية)
- بينو ماجنوسون على موقع بيانات كرة القدم. دي إي (الألمانية)
- بينو ماجنوسون على موقع ناشيونال فوتبول تيمز (الإنجليزية)